# Tập Đình
Tập Đình (集亭) nguyên danh là Lý A Tập (李阿集) là một thủ lĩnh thời kỳ đầu của phong trào Tây Sơn trong lịch sử Việt Nam.

## Xuất thân
Tập Đình là người Hoa kiều, sinh sống ở dinh Quảng Nam thuộc Đàng Trong thời Nguyễn Phúc Khoát và Nguyễn Phúc Thuần.
Do quyền thần là Thái phó Trương Phúc Loan tham tàn, tỉnh Quảng Nam bị thu thuế rất nặng. Lại thêm mất mùa, đời sống nhân dân đói khổ, dân chúng nhiều phen nổi dậy chống đối.
Tập Đình cùng Lý Tài tập hợp người Hoa kiều, người Minh Hương (người Hoa đã định cư lâu đời ở đất Việt) nổi dậy chống đối triều đình của chúa Nguyễn. Ông lập ra đạo quân Trung Nghĩa, còn Lý Tài lập ra đạo quân Hòa Nghĩa.

## Theo hàng Tây Sơn
Chúa Nguyễn phái quân đi trấn áp. Tập Đình cùng Lý Tài dùng thuyền men theo bờ biển cướp phá và đánh lại quân triều đình. Lúc đó Nguyễn Văn Nhạc cũng đem quân Tây Sơn tiến ra đánh phá dinh Quảng Nam. Tập Đình và Lý Tài đem hai đạo quân về hàng Tây Sơn, được Tây Sơn Vương Nguyễn Văn Nhạc trọng dụng.
Nguyễn Văn Nhạc cùng Tập Đình, Lý Tài phục binh ở núi Bích Kê đánh bại Tiết chế Tôn Thất Hương, đuổi Tôn Thất Thăng. Sau đó giao chiến với quân Nam triều do Nguyễn Cửu Dật thống suất.
Họ Trịnh đem quân vào nam lấy Phú Xuân. Nguyễn Văn Nhạc, Tập Đình, Lý Tài đuổi bắt Đông cung Nguyễn Phúc Dương. Tập Đình bắt được Nguyễn Phúc Dương, muốn giết đi. Lý Tài can ngăn, về sau Nguyễn Văn Nhạc đem con gái là công chúa Thọ Hương gã cho Nguyễn Phúc Dương.

## Trốn về Quảng Đông và bị giết
Chủ tướng họ Trịnh là Hoàng Ngũ Phúc tiếp tục tiến quân về Quảng Nam. Nguyễn Văn Nhạc cùng Lý Tài, Tập Đình chủ trương chống lại quân Bắc Hà, phục binh ở bến Cẩm Sa để đón đánh. Nhưng quân Tây Sơn bị hai cánh kỵ binh của Hoàng Đình Thể, Hoàng Phùng Cơ đánh bại. Nguyễn Văn Nhạc chạy về Bến Ván, Quảng Ngãi. Lý Tài cũng theo về đấy. Riêng Tập Đình sợ bị tội, trốn thẳng ra biển chạy về Quảng Đông, Trung Quốc.
Sau khi đến Quảng Đông, Tập Đình tiếp tục làm nghề hải phỉ, quấy phá miền biển. Sau cùng ông bị Tổng đốc Quảng Đông nhà Thanh bắt giết.
Cùng với Lý Tài, Tập Đình bị xem là người bạo ngược, tàn ác, hay tàn sát hàng binh.
Tương truyền ông có lấy vợ người Quy Nhơn, sau khi ông bỏ về Quảng Đông, dân chúng có đặt vè để chế giễu.